# Branko Obranovič
‎Branko Obranovič, slovenski podčastnik in veteran vojne za Slovenijo, * 20. marec 1949, Ljubljana.

## Življenjepis
Obranovič je bil pripadnik Manevrske strukture narodne zaščite in stalne sestave 30. razvojna skupina TO RS ter kasneje 1. specialne brigade MORiS. Med slovensko osamosvojitveno vojno je sodeloval v operacijah Kanal, Hrast, Maribor-Dobova in Borovnica. Od 25. - 29. maja 1991 bil v Zagrebu med pripadniki MUP-a, kamor je za potrebe parade hrvaške TO odpeljal tri 82 mm in tri 60 mm minomete ter jih po končani paradi pripeljal nazaj v enoto. Sedaj je upokojeni podčastnik 1. brigade Slovenske vojske oziroma MORS.

## Odlikovanja
- znak Manevrske strukture Narodne zaščite (1992)
- srebrni znak generala Maistra (1991)
- spominski znak Hrast (24. februar 1998)
- spominski znak Kanal (24. februar 1998)
- spominski znak Obranili domovino 1991
- spominski znak Maribor-Dobova 1991